# 薩米爾·布拉希米
薩米爾·布拉希米（1990年5月17日—）是一名阿爾及利亞拳擊運動員，曾代表國家參加2012年倫敦奧運的男子拳擊輕量級比賽，並未獲得獎牌。